# Pierre Fabre
Pierre Jacques Louis Fabre (Castres, 16 aprile 1926 – Lavaur, 20 luglio 2013) è stato un farmacista e imprenditore francese.

## Biografia
Dopo aver sviluppato a partire dal 1947 il principio attivo vasotonico ricavato dal pungitopo, pianta abbondante nella regione castrese, ha dato vita ad un grande gruppo farmaceutico, i Laboratoires Pierre Fabre. Il suo primo laboratorio fu fondato nel 1961 ed ha avuto crescente successo in ambito industriale.
È stato la persona più ricca della regione francese del Midi-Pirenei e ha dato lavoro a circa 9000 dipendenti. Assai legato alla tua terra di origine, la maggior parte dei suoi stabilimenti sono situati nella città di Castres o nelle immediate vicinanze. Celibe era privo di discendenti diretti, la questione della sua successione è tornata spesso alla ribalta.
Ha costituito nel 1999 una fondazione per difendere i bambini del terzo mondo dai trafficanti di farmaci scadenti (la Fondation Pierre Fabre), riconosciuta di pubblica utilità. Nel 2008 ha fatto dono di parte delle sue imprese a tale fondazione.
È stato proprietario del club di rugby di Castres Olympique e dell'ASPF (Associazione Sportiva Pierre Fabre) che comprende oltre 15 sezioni sportive.
Il 20 luglio 2013 morì , in sua memoria il 9 settembre 2017 lo Stadio Pierre-Antoine di Castres è stato ribattezzato col suo nome, in occasione della partita di rugby tra Castrese Montpellier.